# アレクサンダー・ゲルスト
アレクサンダー・ゲルスト（Alexander Gerst、1976年5月3日 - ）は、ドイツのESA宇宙飛行士、地球物理学者。バーデン＝ヴュルテンベルク州キュンツェルスアウ出身。ドイツ連邦共和国功労勲章及びバーデン・ヴュルテンベルク・メリット勲章受章者。
2009年に宇宙飛行士訓練に選抜される。2014年5月から11月にかけて、国際宇宙ステーション（ISS）の第40次長期滞在/第41次長期滞在に参加した。2018年6月6日には、第56次長期滞在/第57次長期滞在のため再び宇宙に行き、ISSの船長を務めた。2018年12月20日に地球に戻った。2度目のミッション終了後、2020年のルカ・パルミターノの更新まで、ESA現役宇宙飛行士の最長宇宙滞在記録（362日間）を保持し、歴代ではイタリア人のパオロ・ネスポリ、ドイツ人のトーマス・ライターに次ぐものであった。

## 教育と研究
ゲルストは、1995年にバーデン＝ヴュルテンベルク州エーリンゲンの工業高校を卒業した。高校自体には、スカウトリーダー、消防団、水難救助のボランティアを行った。
カールスルーエ大学（現在のカールスルーエ工科大学）に進学し、優秀な成績で地球物理学の学位を取得した。
1998年から2003年まで、南極大陸等の遠隔地を含む、様々な国際的なフィールド実験等に参加した。
2001年から2003年まで、ニュージーランドのビクトリア大学で学び、地球科学の修士号を取得した。修士論文の研究で、火山噴火の予知を改善する可能性のある火山監視技術を開発した。論文は、サイエンスに掲載された。
2004年から2009年には地球物理学の研究所で研究を行い、2010年に、地球物理学と火山噴火のダイナミクスの論文を書いて、ハンブルク大学から博士号を授与された。
2007年、ドイツ研究振興協会からベルント・レンデル賞を授与された。ネイチャー1報を含む何報かの論文を著している。

## 宇宙飛行士として
2009年に、欧州宇宙機関により、宇宙飛行士に選ばれた。
2019年9月、w:Janette Epps、大西卓哉、w:Joshua Kutryk、ジョセフ・アカバ、w:Nikolay Chubとともに、欧州宇宙機関のESA CAVESミッションに参加した。

### 第40/41次長期滞在
2014年5月から11月には、ISSの第40/41次長期滞在に参加した。10月7日には、グレゴリー・ワイズマンとともに、初めての宇宙遊泳を行った。彼らは故障した冷却ポンプを一時置き場からトラスの長期置き場に移動した。また、宇宙ステーション外部の大きなロボットアームを稼働させるモバイルトランスポーターにバックアップの電気を供給する新しいリレーシステムを設置した。宇宙遊泳の時間は、6時間13分に及んだ。

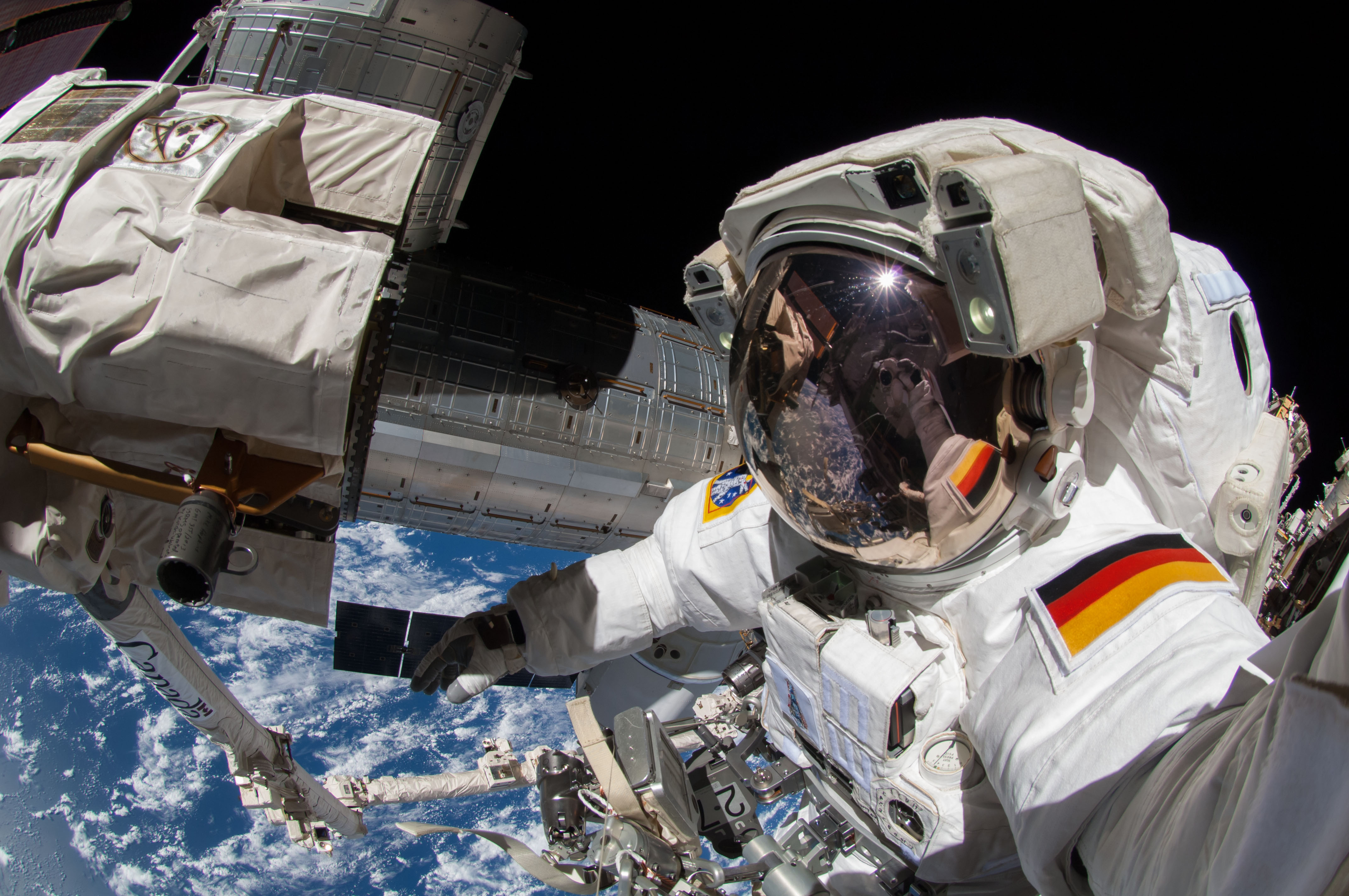
最初の宇宙遊泳で写真を撮影するゲルスト

11月10日には、ロシア人船長のマキシム・スラエフ、NASAの宇宙飛行士グレゴリー・ワイズマンとともに、5月28日に宇宙ステーションに来訪する際に乗ってきたソユーズTMA-13Mで、地球に帰還した。
ゲルストの6か月に及ぶISS滞在は、「ブルー・ドット」と命名された。この名前は、カール・セーガンがボイジャー計画により撮影された地球の写真を「ペイル・ブルー・ドット」と表現したことを想起させる。
このミッションでは、物理学、生物学、人間生理学、放射線研究、技術実証に関する実験が行われた。また、"flying classroom"の一環として、微小重力実験が行われ、教育ビデオが撮影された。

### 第56/57次長期滞在
ゲルストの2度目の宇宙飛行は、2018年6月6日にソユーズMS-09で打ち上げられ、第56/57次長期滞在に参加した。第57次長期滞在では、ISSの船長を務めた。これは、第21次長期滞在のフランク・ディビュナーに次ぐESA所属として2人目のISS船長であり、また42歳という年齢は、最年少であった。彼は、"CIMON"と呼ばれるロボットアシスタントを持ち込んだ。2017年5月、彼のミッションの名前とロゴ"Horizons"が公表された。
2018年7月20日、彼はISS上から、シュトゥットガルトで行われた、ドイツの電子音楽グループであるクラフトワークのライブコンサートに参加した。"Spacelab"という曲の際には、シンセサイザーを演奏した。
同年12月20日、宇宙に197日間滞在の後、w:Serena Aunon-Chancellor、w:Sergey Prokopyev (cosmonaut)とともに、地球に帰還しカザフスタンに着陸した。前のミッションでの165日間と合わせ、ゲルストの宇宙滞在は362日間となり、ESA史上最長記録となった。2020年、ルカ・パルミターノの滞在が367日間となり、この記録を超えた。

## 私生活
独身であり、余暇の時間には、登山、ドライブ、スカイダイビング等を行う。
アマチュア無線の免許(KF5ONO)を持っており、ARISSの教育プログラムにも何度か参加した。

## その他
ゲルストの背景や外見のいくつかの特徴は、2015年の映画オデッセイでアクセル・ヘニーが演じたドイツ人宇宙飛行士アレックス・フォーゲルの造形に取り入れられている。